# プレゼント (JITTERIN'JINNの曲)
「プレゼント」は、JITTERIN'JINNの2作目のシングルである。

## 概要
- 週間オリコンチャートにおいてはJITTERIN'JINN自身初のトップ3入りとなる、最高3位を獲得した[1]。
- 「プレゼント」の歌い出しはもともとは違うフレーズであり、ライブではオリジナルバージョンで歌われることがあった。
- 元プロ野球選手・青柳進捕手（ロッテ・ヤクルト）のロッテ時代の応援歌として使われていた。
- 楽曲のリリースから31年後の2021年には『LINEギフト』のCMに替え歌で起用された(歌唱は佐藤栞里、狩野英孝ら)。
- かつて富山テレビで放送したローカル生情報番組『Youドキッ!たいむ』の挿入歌として使用された。

## 収録曲
全作詞・作曲・編曲：破矢ジンタ
1. プレゼント (5分12秒)
2. プリプリダーリン